# Mimmi (namn)
Mimmi, eller Mimi, är ett kvinnonamn, som ursprungligen är en fransk smeknamnsform av Maria, men används även som smeknamn för andra namn som innehåller mi exempelvis Emilia eller Vilhelmina eller som dopnamn. Det har använts i Sverige sedan början av 1800-talet. Namnet var särskilt populärt under några år under mitten av 1990-talet.
Det finns drygt 5000 personer vid namn Mimmi i Sverige. 
Namnsdag saknas numera. Namnet infördes i almanackan 1986 och firades 14 november fram till 1993 då det flyttades till 7 april. 2001 utgick namnet ur almanackan.

## Kända personer med namnet Mimmi
- Mimmi Bergh, finländsk pedagog
- Mimi Jakobsen, dansk politiker
- Mimmi Jacobson, svensk politiker
- Mimmi Sandén, svensk sångerska

## Fiktiva figurer
- Mimmi Pigg